# Nagrada hrvatskog glumišta za najbolju sporednu žensku ulogu
Popis dobitnika Nagrade hrvatskog glumišta u kategoriji najbolje sporedne ženske uloge. 
1995./1996. Jasna Ančić

1996./1997. Linda Begonja

1997./1998. Ana Merlin

1998./1999. Helena Buljan

1999./2000. Jasna Palić-Picukarić

2000./2001. Doris Šarić-Kukuljica

2001./2002. Bruna Bebić-Tudor

2002./2003. Katarina Bistrović-Darvaš

2003./2004. Edita Karađole

2004./2005. Vitomira Lončar

2005./2006. Vanja Ćirić

2006./2007. Livio Badurina

2007./2008. Dijana Vidušin

2008./2009. Ksenija Marinković

2009./2010. Maja Posavec

2010./2011. Petra Dugandžić

2011./2012. Doris Šarić-Kukuljica

2012./2013. Elena Brumini

2013./2014. Tatjana Bertok-Zupković

2014./2015. Katarina Bistrović-Darvaš

2015./2016. Radoslava Mrkšić

2016./2017. Urša Raukar

2017./2018. Ivana Boban

2018./2019. Vlasta Ramljak

2019./2020. Nataša Dangubić

2020./2021. Zrinka Cvitešić

2021./2022. Arijana Čulina

2022./2023. Ana Magud

2023./2024. Helena Minić